# Contea di Cherokee (Carolina del Nord)
La contea di Cherokee, in inglese Cherokee County, è una contea dello Stato della Carolina del Nord, negli Stati Uniti. La popolazione al censimento del 2000 era di 24 298 abitanti. Il capoluogo della contea è Murphy. Il nome deriva dalla tribù di nativi americani Cherokee.

## Geografia fisica
L'U.S. Center Bureau certifica che l'estensione della contea è di 1209 km², di cui 1179 km² composti da terra e i rimanenti 30 km² composti di acqua.

### Contee confinanti
- Contea di Graham (Carolina del Nord) - nord-est
- Contea di Macon (Carolina del Nord) - est
- Contea di Clay (Carolina del Nord) - sud-est
- Contea di Union (Georgia) - sud/sud-est
- Contea di Fannin (Georgia) - sud/sud-ovest
- Contea di Polk (Tennessee) - ovest
- Contea di Monroe (Tennessee) - nord-ovest

### Principali strade ed autostrade
- U.S. Highway 19
- U.S. Highway 64
- U.S. Highway 74
- U.S. Highway 129

## Storia
La Contea è di Cherokee stata costituita nel 1839 dalla parte ovest della contea di Macon. Nel 1861 la parte sud-est della contea venne ceduta per la formazione della contea di Clay, e nel 1872 la parte nord-est divenne la contea di Graham.

## Geografia antropica

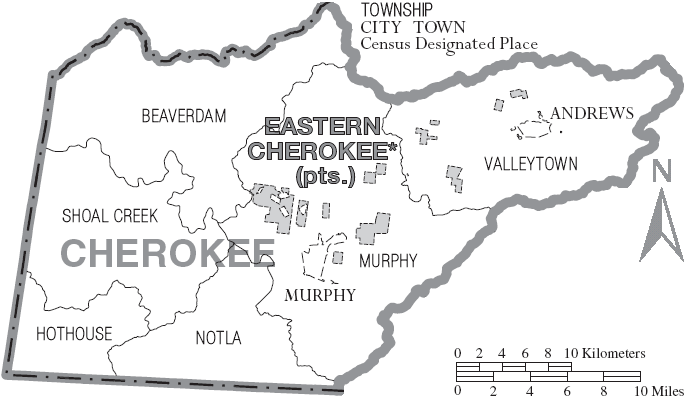
Cartina della Contea di Cherokee con i confini dei municipi e delle township

### Township
- Beaverdam Township
- Hothouse Township
- Murphy Township
- Notla Township
- Shoal Creek Township
- Valleytown Township

### Città
- Andrews
- Murphy